# Mohamed Bazoum
Mohamed Bazoum (ur. 1 stycznia 1960 w N'Guigmi) – nigerski polityk, od 2 kwietnia 2021 do 26 lipca 2023 prezydent Nigru.

## Życiorys
Jest absolwentem filozofii na senegalskim Université Cheikh Anta Diop. W latach 1979–1984 mieszkał w Dakarze, później wrócił do Nigru, gdzie był nauczycielem filozofii. Jest współzałożycielem Nigerskiej Partii na rzecz Demokracji i Socjalizmu. Był ministrem spraw zagranicznych Nigru w latach 1995–1996 i 2011–2016.
W 2021 roku został prezydentem Nigru, zdobywając w pierwszej turze wyborów prawie 40% głosów i pokonując w drugiej Mahamana Ousmane. Podczas wyborów doszło do próby zamachu stanu. Prowadził politykę współpracy z Unią Europejską przeciw migrantom z Afryki Subsaharyjskiej. 26 lipca 2023 został obalony wraz z premierem Ouhoumoudou Mahamadou w wyniku zamachu stanu przeprowadzonego przez straż prezydencką na czele z Abdourahamanem Tchiani, który dwa dni później ogłosił się nową głową państwa. Wierny Bazoumowi minister spraw zagranicznych Hassoumi Massaoudou ogłosił się w zastępstwie za niego pełniącym obowiązki prezydenta.
Początkowo był przetrzymywany wraz z żoną i synem w areszcie, jednak 31 lipca 2023 spotkał się w Niamey z Mahamatem Déby Itno, przewodniczącym tymczasowej rady wojskowej w Czadzie, który podjął (jako przedstawiciel państw Afryki Zachodniej) próbę mediacji między stronami zamachu stanu.